# Raxibacumabe
Raxibacumabe é um medicamento usado para tratar e prevenir o antraz inalado. Geralmente é usado com antibióticos. É administrado por injeção gradual na veia.
Os efeitos secundários comuns incluem dor no local da injeção, dor de cabeça, erupção cutânea, comichão e sonolência. Outros efeitos secundários podem incluir anafilaxia. É um anticorpo monoclonal que se liga a uma parte da toxina Bacillus anthracis.